# كريستوبال أورتيغا
كريستوبال أورتيغا (بالإسبانية: Cristóbal Ortega)‏ (25 يوليو 1956 بمدينة مكسيكو في المكسيك - 2 يناير 2025) هو لاعب كرة قدم مكسيكي في مركز الوسط، شارك في كأس العالم 1978 وكأس العالم 1986. وشارك مع منتخب المكسيك لكرة القدم. أما مع النوادي، فقد لعب مع نادي أمريكا.

## وصلات خارجية
- كريستوبال أورتيغا على موقع الاتحاد الدولي (مؤرشف)  (الإنجليزية)
- كريستوبال أورتيغا على موقع قاعدة بيانات كرة القدم.إي يو (الإنجليزية)
- كريستوبال أورتيغا على موقع ناشيونال فوتبول تيمز (الإنجليزية)
- كريستوبال أورتيغا على موقع Soccerway.com (الإنجليزية)
- كريستوبال أورتيغا على موقع عالم كرة القدم.نت (الإنجليزية)